# 1989 új világörökségi helyszínei
Az UNESCO Világörökség Bizottsága 1989. december 11 - 15. között Párizsban megtartott 13. ülésszakán az alábbi helyszíneket nyilvánította a világörökség részévé:
| | Olümpia régészeti feltárásai |
| Görögország |                              |
| Kulturális (I)(II)(III)(IV)(VI) |                              |
| Védett terület: 105,6 ha, puffer zóna: 1458,18 ha, hivatkozás: 517 |                              |
| Olümpia területe már a történelem előtti időkben lakott volt. Az i. e. 2. évezred végétől Pelopsznak, Tantalosz fiának kultikus helyévé vált, később az i. e. 10. században itt alakult ki a Zeusz-kultusz központi helyszíne. A Zeusz tiszteletére rendezett játékokat i. e. 776 óta tartják nyilván, ekkor készült a legkorábbi ismert lista a győztesekről. A kiterjedt romterület, az ókori Görögország egyik legfontosabb szentélye magába foglalja a két legjelentősebb templom, az i. e. 470 körül épült Zeusz-templom és a korábbi, i. e. 6. századi Héra-templom romjait. A templomokon és több más városállam áldozati ajándékait őrző kincsesházakon kívül számos sportlétesítmény is volt, ezek közé tartozik a terület északi részén épült tornacsarnok, valamint a tágas előcsarnokkal rendelkező stadion, amit az i. e. 4. században áthelyeztek és elkülönítettek a kultikus épületektől. A sportolók a Palaisztrában edzettek, ennek az i. e. 3. századból származó épületnek jellegzetessége a félmagasságtól felfelé bordázott oszlopok. Az olümpiai szentélyben számos műtárgyat őriztek, ezek legnagyobb része azóta elpusztult. Az első tervszerű ásatásokra 1875-ben került sor, amit azóta több másik is követett. |                              |

| | Misztra régészeti feltárásai |
| Görögország |                              |
| Kulturális (II)(III)(IV) |                              |
| Védett terület: 54,43 ha, puffer zóna: 1202,5 ha, hivatkozás: 511 |                              |
| Misztra, a Spártától 6 kilométerre északnyugati irányban található hegyi erőd 1242-ben épült Villehardouin Vilmos frank herceg parancsára. Körülötte egy új város alakult ki, ami 1262-től 1348-ig a bizánci katonai kormányzó székhelye, 1349 és 1460 között pedig a Moreai Despotátus fővárosa volt. Ez az időszak jelentette Miszta fénykorát, a 14. és a 15. század fordulóján a térségben Konstantinápoly után a második legfontosabb város lehetett. 1460-ban török fennhatóság alá került, ekkor kezdődött hanyatlása. A 17. század végén egy rövid velencei uralom alatt újból felvirágzott, majd 1770-ben az albán felkelés során súlyos károkat szenvedett és szinte teljesen elnéptelenedett. Misztra legfontosabb épülete az egész terület felett uralkodó vár volt. Ezenkívül a városban található a 13. században épített, és a 15. században átalakított Metropolisz-székesegyház, az 1296 előtt épült görög kereszt alaprajzú Hagii Teodori-templom, az 1310 és 1322 között emelt Aphendiko-templom, az 1350-ben alapított Hagia Szophia-templom, az 1428-ból származó Pantanassza-templom és a 14. század közepére datált Peribletosz-kolostor. |                              |

| | Száncsi buddhista műemlékei |
| India |                             |
| Kulturális (I)(II)(III)(IV)(VI) |                             |
| Hivatkozás: 524 |                             |
| Az 1818-ban felfedezett Száncsi Madhja Prades államban Bhopaltól 40 km-re, egy síkságra tekintő domb tetején fekszik. Felfedezésének idején a település már hatszáz éve lakatlan volt. India egykori buddhista vallási központjának építését Asóka uralkodása alatt kezdték meg az i. e. 3. században, és a 12. század közepéig megőrizte befolyását. A műemlékek csoportja körülbelül ötven többé-kevésbé romos épületből áll, jelentős részük az i. e. 2. és az i. e. 1. századból származik. Legfontosabb közülük a homokkőből épült Nagy Sztúpa, amelyet a hagyomány szerint Buddha ereklyéi számára építettek az i. e. 3. században. Félgömb alakú kupolája 36 méter átmérőjű, magassága 12 méter. A sztúpát egy kerítés zárja körül, amelynek négy gazdagon díszített, az i. e. 1. században emelt kapuja a négy égtáj felé néz. A kapukon realisztikusan ábrázolták Buddha életének eseményeit. A romterületen ezen kívül két másik sztúpa, monolit oszlopok, templomok, paloták és kolostorok romjai láthatók. A 17. számú kolostort az 5. században építették, a 18. számú kolostort a 6. században, a 45. számú kolostort pedig a 10. vagy a 11. században emelték. A romterületen 1881-ben kezdődtek az első restaurálási munkálatok, ezt 1912 és 1919 között egy átfogó helyreállítási program követte. |                             |

| | Bandiagara szirtjei (A dogonok földje) |
| Mali |                                        |
| Vegyes (V)(VII) |                                        |
| Védett terület: 327 390 ha, hivatkozás: 516 |                                        |
| A Bandiagara területe sziklák és homokos fennsíkok kombinációja, a dogon kultúra egyik központja. A világörökségi helyszínhez a sziklafalak alatt elterülő síkságok is hozzátartoznak 250 dogon faluval és a környéken élő szogon közösség településeivel. A dogonok a 15 - 16. században népesítették be a területet, jelenlétükről lapos tetejű kunyhóik, közösségi épületeik, magtáraik és sziklatemetőik tanúskodnak. Épületeiket vallási és mitológiai megfontolások alapján emelik. Hagyományaikra a maszkok használata, az ősök és egyes állatok, mint például a rókák és sakálok tisztelete, a bonyolult rituálék és ceremóniák jellemzőek. Kultúrájukban fontos szerepet játszik az ünnepek és szertartások alatt viselt maszkok készítése is. Leglátványosabb településeik meredek sziklákon helyezkednek el négyszögletes vályogkunyhókkal és magtárakkal. A férfiaknak és a nőknek külön magtárakat emelnek, ahol az élelem mellett értékeiket tárolják. Jellemző épülettípus ezen kívül a kerek tornyokkal ellátott Binu-szentély és a Toguna, a felnőtt dogon férfiak találkozóhelye. |                                        |

| | Banc d'Arguin Nemzeti Park |
| Mauritánia |                            |
| Természeti (IX)(X) |                            |
| Védett terület:1 200 000 ha, hivatkozás: 506 |                            |
| A Banc d'Arguin Nemzeti Park Mauritánia Atlanti-óceánnal határos, sivatagos pontján található és egyedülálló átmeneti zónát alkot a nagy fajgazdagságú tenger és a sivatagi táj között. A szigetekből és parti területekből álló parkot 1978-ban alapították, és a Szahara homokjából kialakult dűnék, part menti medencék, iszapos lapályok, valamint mangrovemocsarak alkotják. Területe több mint tizenkétezer négyzetkilométer. A 180 kilométer hosszú partszakaszt főleg tengeri madarak látogatják, ezen kívül szibériai és észak-európai madarak fontos pihenőhelye. A becslések szerint évi 7 millió költöző madár vonul át a park fölött, és mintegy 100 faj itt is költ. A parti vizek vegetációja, a hínár és több algafaj kiváló élőhelyet biztosít a halaknak, ezért a madárállomány is hatalmas. A legfontosabb itt előforduló madárfaj a flamingó, a pelikán, a kócsag, a kanalas gém, a kormorán, a rózsás gödény, a csér, a cankó, a parti lille, és a szalonka. |                            |

| | Alcobaça-kolostor |
| Portugália |                   |
| Kulturális (I)(IV) |                   |
| Hivatkozás: 505 |                   |
| A Lisszabontól körülbelül 100 km-re északra található Alcobaça-kolostort a mórok felett aratott győzelem tiszteletére kezdték el építeni 1153-ban. Később Portugália 18 cisztercita kolostora közül a legbefolyásosabb lett. Az épületegyüttes (a templom, a kolostor, a kerengő, a káptalani terem, a kollégium, a refektórium, a szerzetesek közös terme és a fogadószoba) a gótikus cisztercita építészet egyik legszebb alkotása. A 13. századra az apátság befolyása már az egész Ibériai-félszigeten érezhető volt, 1269-től a kolostorban egy teológiai főiskola is működött. A templomra a szigorú dísztelen gótikus formák jellemzőek. A háromhajós épülethez később kilenc kápolnát csatoltak. A kolostor szoros kapcsolatban állt a portugál uralkodóházzal, ezért a 14. század közepén a templomban állították fel I. Péter és Inês de Castro fehér márványból faragott egymással szemben álló szarkofágjait. Az épületegyüttest az évszázadok során többször átépítették és kibővítették, az átépítések közül a legfeltűnőbb a templom homlokzata, ami 18. század első feléből való. Kóruskörüljáróját díszesen megmunkált szobrok, oszlopok és oszlopfők díszítik. A kolostorban 999, a szabályzat szerint mindig ezernél eggyel kevesebb szerzetes élt egészen az ország francia megszállásáig, amikor a rendet feloszlatták. |                   |

| | Viktória-vízesés |
| Zambia és Zimbabwe közös világörökségi helyszíne |                  |
| Természeti (VII)(VIII) |                  |
| Védett terület: 6 860 ha, hivatkozás: 509 |                  |
| A Zambia és Zimbabwe határán lezúduló vízesést David Livingstone skót tudós és hittérítő nevezte el Viktória-vízesésnek az akkor uralkodó Viktória királynőről. A vízesés védett területen fekszik, a Mosi-oa-Tunya Nemzeti Park közvetlenül kapcsolódik a zambiai Dambwa Erdőrezervátumhoz. A környék 1934 óta áll védelem alatt, a nemzeti parkot 1972-ben hozták létre. Februárban és márciusban a Zambézi folyó tetőzésekor a vízesés szélessége eléri a két kilométert és ezzel a világ legnagyobb vízfüggönyét alkotja. Ilyenkor a sziklák öt részre osztják. Novemberben alacsony vízállás idején hozama 500 millió liter/percről az ötvened részére csökken, ekkor a folyó több ágra válik szét és ezek egymástól független kisebb vízeséseket hoznak létre. Permetzónájában folyóparti esőerdők alakultak ki számos fafajtával és egynyári növénnyel. A Nemzeti Park elefántcsordáknak ad otthont, ezen kívül kafferbivalyok, gnúk, zebrák, varacskos disznók zsiráfok és folyami disznók is megtalálhatók. A zuhatagok előtti folyószakaszban vízilovak élnek. A térségben összesen 30 emlős-, 65 hüllő- és 21 kétéltűfajt azonosítottak. A vízesés elválasztja egymástól a folyó felső és középső szakaszának halpopulációját, a zuhatag alatt 39 halfajt jegyeztek fel. |                  |